# Dicranomyia (Dicranomyia) schmidiana
Dicranomyia (Dicranomyia) schmidiana is een tweevleugelige uit de familie steltmuggen (Limoniidae). De soort komt voor in het Palearctisch gebied.